# Битка за Дрниш
Битка за Дрниш био је војни сукоб између САО Крајине коју је подржавала Југословенска народна армија и локална Територијална одбрана, против Хрватске народне гарде (ЗНГ) и хрватских полицајаца. Борбе су се водиле од 16. септембра до заузимања Дрниша 21. септембра.

## Позадина
Године 1990, етничке тензије између Срба и Хрвата су се погоршале након изборног пораза владе Социјалистичке Републике Хрватске од Хрватске демократске заједнице (ХДЗ). Југословенска народна армија (ЈНА) одузела Територијалну одбрану Хрватске (ТО) оружје како би се минимизирао отпор. Дана 17. августа, тензије су ескалирале у отворену побуну хрватских Срба, усредсређену на претежно српски насељена подручја далматинског залеђа око Книна (приближно 60 километара североисточно од Сплита), делове Лике, Кордуна, Бановине и источне Хрватске. У јануару 1991. године, Србија, уз подршку Црне Горе и српских покрајина Војводине и Косова, безуспешно је покушала да добије одобрење Председништва Југославије за операцију ЈНА ради разоружавања хрватских снага безбедности. Захтев је одбијен, а бескрвни окршај између српских побуњеника и хрватске специјалне полиције у марту подстакао је саму ЈНА да затражи од савезног председника да јој да ратна овлашћења и прогласи ванредно стање. Иако је захтев подржала Србија и њени савезници, захтев ЈНА је одбијен 15. марта. Српски председник Слободан Милошевић је преферирао кампању за проширење Србије него за очување Југославије са Хрватском као федералном јединицом, јавно је претио да ће ЈНА заменити српском војском и изјавио да више не признаје ауторитет савезног председништва. Претња је навела ЈНА да одустане од планова за очување Југославије у корист проширења Србије, јер је ЈНА дошла под Милошевићеву контролу. До краја марта, сукоб је ескалирао првим жртвама. Почетком априла, вође српске побуне у Хрватској изјавиле су своју намеру да споје подручја под својом контролом са Србијом. Влада Хрватске их је сматрала сепаратистичким регионима.
Почетком 1991. године, Хрватска није имала редовну војску. Да би ојачала своју одбрану, Хрватска је удвостручила број полицајаца на око 20.000. Најефикаснији део хрватских полицијских снага била је специјална полиција од 3.000 људи, коју је чинило дванаест батаљона организованих по војном принципу. Такође је било 9.000–10.000 регионално организованих резервних полицајаца у 16 батаљона и 10 чета, али им је недостајало оружје. Као одговор на погоршање ситуације, хрватска влада је основала Хрватску народну гарду (ЗНГ) у мају проширењем специјалних полицијских батаљона у четири потпуно професионалне гардијске бригаде. Под контролом Министарства одбране и под командом пензионисаног генерала ЈНА Мартина Шпегеља, четири гардијске бригаде су бројале приближно 8.000 војника. Резервни састав полиције, такође проширен на 40.000, припојен је ЗНГ и реорганизован у 19 бригада и 14 самосталних батаљона. Гардијске бригаде су биле једине јединице ЗНГ које су биле потпуно опремљене лаким наоружањем; широм ЗНГ је недостајало теже наоружање и постојала је лоша структура командовања и контроле изнад нивоа бригаде. Несташица тешког наоружања била је толико озбиљна да је ЗНГ прибегла коришћењу оружја из Другог светског рата узетог из музеја и филмских студија. У то време, хрватски фонд оружја састојао се од 30.000 комада лаког наоружања купљеног у иностранству и 15.000 комада које је раније било у власништву полиције. Да би се заменио губитак људства у гардијским бригадама, формирана је нова специјална полиција од 10.000 људи.

## Битка
Дана 16. септембра, ЈНА, уз подршку локалних трупа ТО, извршила је три напада, ка граду Задру и два мања продора ка Шибенику и Дрнишу. Снаге ЈНА и ТО Крајине су покренуле напад на села Градац, Отавице, Кадине Главе, Сиверић, Лишњак, Трбоуње, Развође, Богатић итд, са циљем да их заузму и избију до предграђа Дрниша. ЈНА и ТО Крајина снаге су брзо заузеле прилазе Дрнишу 16. септембра. У ноћи са 16. на 17. септембра 1991. године кренула је колона хрватских цивила из Дрнишана према Загори. Српске снаге су ослободиле складиште и заузеле раскрсницу око села Оклај 18. септембра. 114. сплитска бригада ЗНГ није могла много да учини да се супротстави оклопним напајањима и артиљерији ЈНА. До 21. септембра снаге ЈНА и ТО Крајине су заузеле и сам град Дрниш.

## Последице
Трупе ЈНА из 22. пука напале су хрватске снаге око Сиња, отварајући пут инжењеријском пуку корпуса да се повуче из касарне. Хрвати су дозволили повлачење 27. септембра.

## Извори
- Central Intelligence Agency, Office of Russian and European Analysis (2002). Balkan Battlegrounds: A Military History of the Yugoslav Conflict, 1990–1995. 2. Washington, D.C.: Central Intelligence Agency. ISBN 978-0-16-066472-4.
- Engelberg, Stephen (3. 3. 1991). „Belgrade Sends Troops to Croatia Town”. The New York Times. Архивирано из оригинала 2. 10. 2013. г.
- Hoare, Marko Attila (2010). „The War of Yugoslav Succession”.  Ур.: Ramet, Sabrina P. Central and Southeast European Politics Since 1989. Cambridge: Cambridge University Press. ISBN 978-1-139-48750-4.
- Sudetic, Chuck (2. 4. 1991). „Rebel Serbs Complicate Rift on Yugoslav Unity”. The New York Times. Архивирано из оригинала 2. 10. 2013. г.

- „The Prosecutor vs. Milan Martic – Judgement” (PDF). International Criminal Tribunal for the former Yugoslavia. 12. 6. 2007.
- „Roads Sealed as Yugoslav Unrest Mounts”. The New York Times. Reuters. 19. 8. 1990. Архивирано из оригинала 21. 9. 2013. г.